# 劳动英勇奖章
劳动英勇奖章（俄语：Медаль «За трудовую доблесть»），是前苏联颁发的一种民事奖章。主要授予在工农业生产劳动中达到高指标、在发展科学技术方面取得突出成就、在文化建设和发展苏联艺术方面做出公众广泛认可成绩的苏联公民。

## 历史
劳动英勇奖章由苏联最高苏维埃主席团1938年12月27日命令设立。1939年1月15日，为了表彰向苏联提供和开发新武器的贡献，加里宁8号军工厂的22名工人获得了第一批劳动英勇奖章。
1943年6月19日、1947年12月16日和1980年7月18日的命令修订了相关规范。1991年12月苏联解体后不再授予。

## 颁发
“劳动英勇奖章”颁发给工人、农民、科学文化教育卫生和其他各行业从业者。在特殊情况下还授予外国公民。具体包括以下方面：
- 在工作中发挥创造性，无私奉献，超额完成生产任务，提高劳动生产率和产品质量；
- 利用并开发先进技术，取得有价值的发明和专利；
- 在科学、文化、文学、艺术、公共教育、医疗保健、贸易、公众饮食、住房建设和公共服务等劳动领域中取得突出贡献；
- 在社会活动中积极对青年进行共产主义教导和培训；
- 在体育等领域取得突出成就。

“劳动英勇奖章”应该戴在胸部左侧，位置应在纳希莫夫奖章之后，劳动优秀奖章之前。如果佩戴了其它俄罗斯联邦勋章或奖章，则后者具有优先权。

## 样式
奖章为圆形，直径32㎜，由925银制成，正反面镶有边框。奖章正面上半部有浮雕五角星，外覆红宝石色珐琅，中心有银制镰刀铁锤标志。五角星下方刻有：ЗА ТРУДОВУЮ ДОБЛЕСТЬ（劳动英勇）字样，外覆红宝石色珐琅。底部是国号СССР（苏联）。背面有两行浮雕文字：ТРУД В СССР — ДЕЛО ЧЕСТИ（为苏联工作是一种荣誉）。
| 1938–1943 | 1938–1943 | 1943–1991 | 1943–1991 |
|           |           |           |           |